# روبرتو روسو (مخرج أفلام)
روبرتو روسو (بالإيطالية: Roberto Russo)‏ (و. 1947  م) هو مخرج أفلام، وكاتب سيناريو، ومنتج أفلام، ومصور سينمائي إيطالي، ولد في روما.

## وصلات خارجية
- روبرتو روسو على موقع IMDb (الإنجليزية)
- روبرتو روسو على موقع ألو سيني (الفرنسية)
- روبرتو روسو على موقع أول موفي (الإنجليزية)
- روبرتو روسو على موقع قاعدة بيانات الأفلام السويدية (السويدية)
- روبرتو روسو على موقع قاعدة بيانات الفيلم (الإنجليزية)
- روبرتو روسو على موقع كينوبويسك (الروسية)